# Abibatou Yaya
Abibatou Yaya, née le 30 septembre 1993, est une escrimeuse togolaise.

## Carrière
Abibatou Yaya remporte la médaille de bronze en sabre par équipes aux Championnats d'Afrique d'escrime 2010 à Tunis.